# Åkerhielm (Adelsgeschlecht)

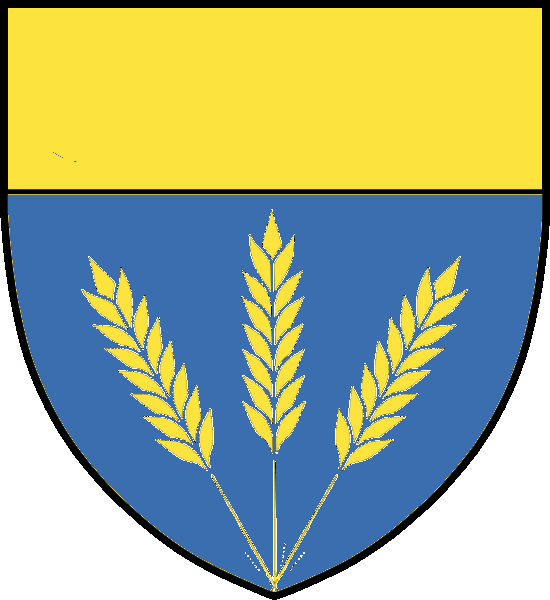
Stammwappen (1679) der Familie Akerhielm

Åkerhielm, auch Åkerhjelm, ist der Name eines schwedischen Adelsgeschlechts.

## Geschichte
Die Stammreihe des Geschlechts beginnt um 1550 mit Jon in Skäggesta, Gemeinde Åker, Södermanland. Zunächst führte die Familie den Namen Agriconius. Am 6. Oktober 1679 wurde Samuel Månsson Agriconius (1639–1704) als Åkerhielm in den schwedischen Adelsstand erhoben. Die Familie wurde am 9. März 1704 bei der Adelsklasse der Schwedischen Ritterschaft (Nr. 987) introduziert. Die Brüder Samuel Åkerhielm (1684–1768), schwedischer Reichsrat, und Lars Åkerhielm (1695–1767), schwedischer General, wurden in den schwedischen Freiherrenstand erhoben, ersterer am 14. Juni 1731 mit dem Prädikat Åkerhielm af Margrethelund, Introduzierung bei der Freiherrenklasse der schwedischen Ritterschaft (Nr. 205), letzterer am 21. November 1751 mit dem Prädikat Åkerhielm af Blombacka, Introduzierung bei der Freiherrenklasse der schwedischen Ritterschaft (Nr. 232). Beide freiherrlichen Linien bestehen gegenwärtig fort und unterhalten einen gemeinsamen Familienverband (schwedisch Åkerhielmska släktföreningens).

## Angehörige
- Anna Åkerhielm (1642–1698), schwedische Hofdame, Reisende und Tagebuchschreiberin
- Samuel Åkerhielm (1684–1768), schwedischer Oberstmarschall
- Gustaf Åkerhielm (1833–1900), schwedischer Politiker und  Ministerpräsident.
- Sigrid Åkerhielm (1875–1967), schwedische Heilgymnastikerin und Frauenrechtlerin in Bremen
- Helge Åkerhielm (1910–1968), schwedische Schriftstellerin

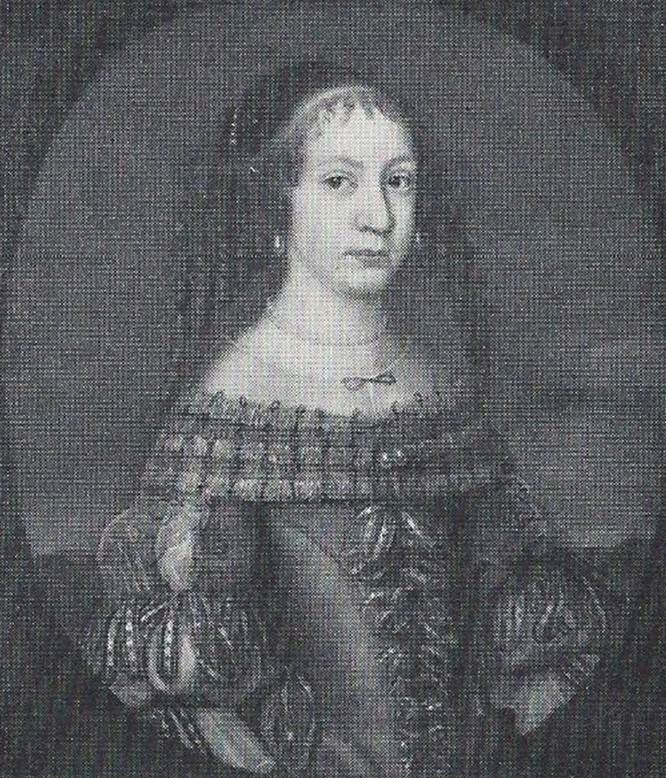
Anna Åkerhielm (1642–1698)
Samuel Åkerhielm (1684–1768)
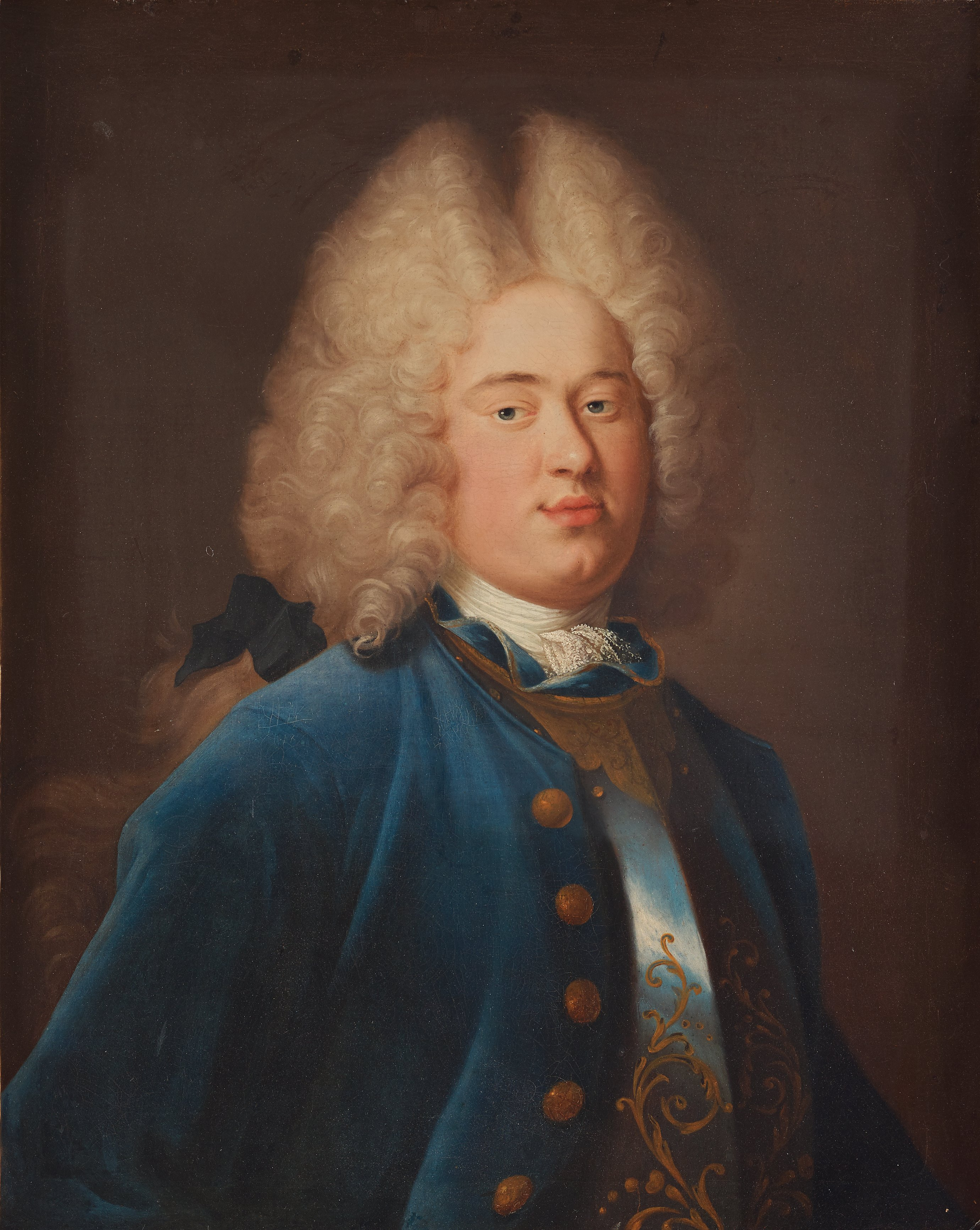
Lars Åkerhielm af Blombacka (1695–1767)
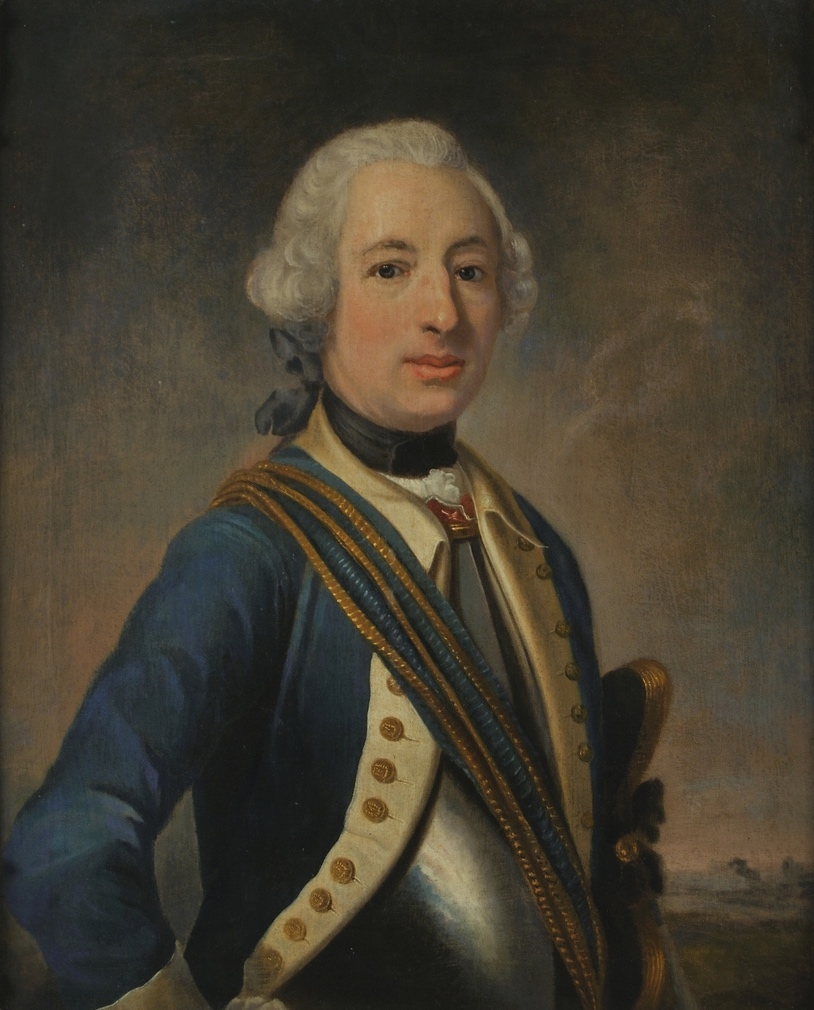
Carl Vilhelm Åkerhielm af Blombacka (1735–1806)
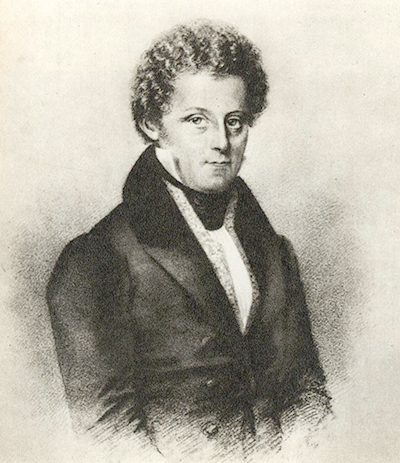
Gustaf Fredrik Åkerhielm af Margarethelund (1776–1853)
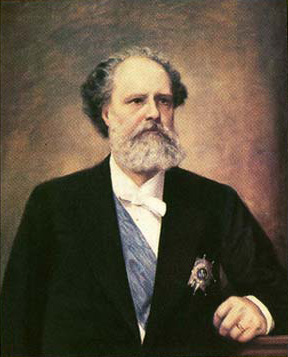
Gustaf Åkerhielm af Margarethelund (1833–1900)

## Wappen
Das Stammwappen (1679) ist geteilt und zeigt unten in Blau drei goldene Ähren, oben in Gold ledig. Auf dem gold-blau bewulsteten Helm mit blau-goldenen Decken die drei Ähren, beseitet von je einer grün bestielten roten Rose.